# 加藤直人
加藤 直人（かとう なおと、1951年 - ）は、日本の歴史学者。学校法人日本大学理事長、日本大学学長。

## 来歴
東京都生まれ。1974年、日本大学文理学部卒業。1979年、日本大学大学院文学研究科東洋史学専攻博士後期課程満期退学。1997年より日本大学文理学部教授。
2014年、「清代文書資料の研究」（早稲田大学・乙第4257号）で博士（文学）。
2018年、日本大学フェニックス反則タックル問題ではアメリカンフットボール部部長として負傷した関西学院大学の学生へ謝罪した。
2020年、大塚吉兵衛の後任として学長に就任。
2021年、日本大学理事の背任事件の責任を取る形として日本私立大学連盟理事を辞任。
2022年、前記の事件を取り、日本大学理事長兼学長も辞任した。